# Walther Ziesemer

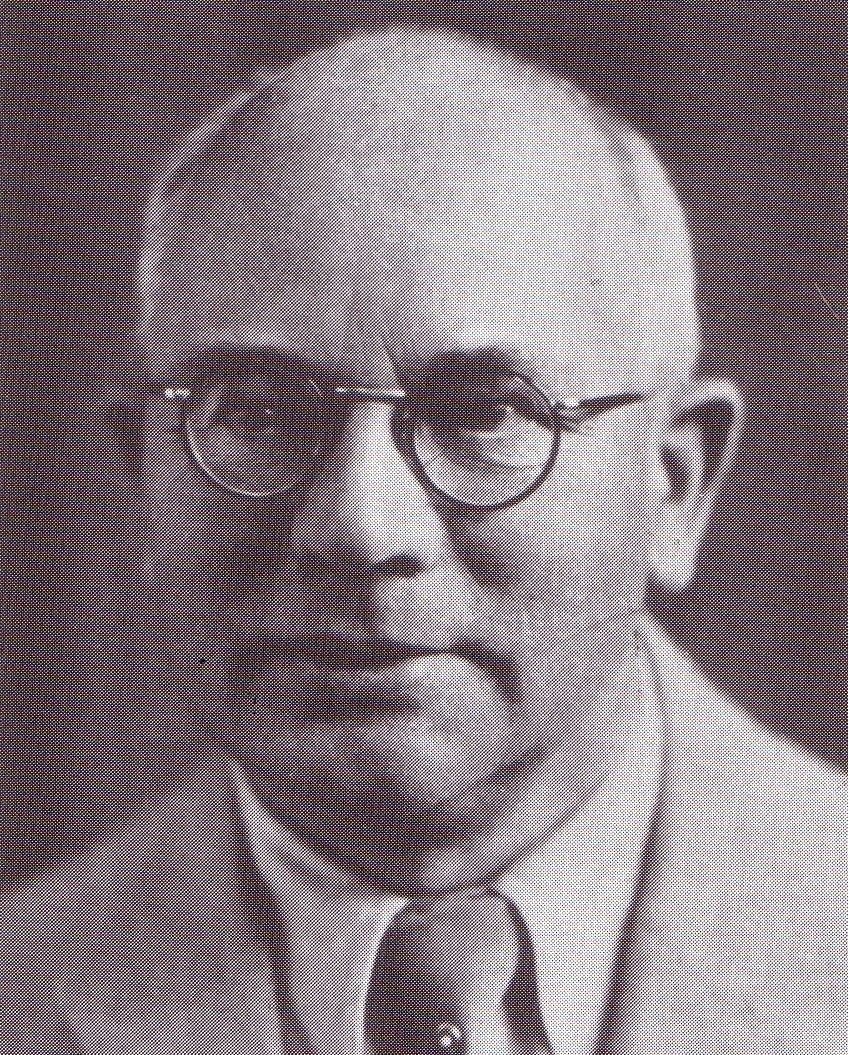
Walther Ziesemer

Walther Ziesemer (* 7. Juni 1882 in Löbau in Westpreußen; † 14. September 1951 in Marburg) war ein deutscher Germanist, Diplomatiker und Sprachforscher.

## Leben
Ziesemer studierte ab 1900 an der Universität Leipzig Germanistik und hörte bei Eduard Sievers. 1901 wechselte er an die Friedrich-Wilhelms-Universität zu Berlin. Dort prägten ihn Gustav Roethe, Andreas Heusler und Erich Schmidt. 1906 wurde er in Berlin zum Dr. phil. promoviert. Im Jahr darauf bestand er das Staatsexamen. Als Seminarkandidat ging er ins heimatliche Marienburg. Dort begann er, sich mit den Urkunden des Deutschen Ordens zu befassen. Anschließend war er in Danzig Gymnasiallehrer. 1911 kam er als Oberlehrer nach Königsberg i. Pr. Noch im selben Jahr habilitierte er sich an der Albertus-Universität für Deutsche Philologie. Er wurde 1918 zum apl. Professor und 1922 zum o. Professor für Deutsche Philologie, Deutsche Volkskunde und Heimatkunde des deutschen Ostens ernannt. „Obwohl er in Königsberg immer im Schatten stärker nach außen wirkender Kollegen stand, lehnte er ehrenvolle Rufe an andere Universitäten ab; denn er wusste wohl selbst am besten, wie tief er im ostpreußischen Heimatboden, in der geistigen Welt dieser Landschaft  und ihrer Tradition, ihrem eigenwilligen Menschentum und ihrer Sprache verwurzelt war.“ Er blieb in Königsberg bis zum Ende des Zweiten Weltkriegs.
1933 wurde er Mitglied des Nationalsozialistischen Lehrerbundes. Er unterschrieb 1934 den Wahlaufruf Deutsche Wissenschaftler hinter Adolf Hitler. Am 1. Mai 1937 trat er in die NSDAP und die NSV ein. Ab 1938 hatte er Verbindungen zur Forschungsgemeinschaft Deutsches Ahnenerbe. Nach der Flucht aus Ostpreußen lebte er in Marburg. Dort starb er nach dem Tod seiner Ehefrau und seines Freundes Anton Kippenberg einsam und unverwurzelt im Alter von 69 Jahren. Sein Grab auf dem Marburger Hauptfriedhof an der Ockershäuser Allee ist erhalten.

### Wirken
Ziesemer war Mitglied der Königsberger Gelehrten Gesellschaft. Im Jahr der Königsberger Kant-Feier (1924) war er an der ersten Gesamtausgabe von Simon Dachs Werken beteiligt. In vielen kleineren Beiträgen befasste er sich mit Johann Georg Hamann und Johann Gottfried Herder. „Immer weiter und tiefer drang Ziesemer in die Sprach- und Literaturgeschichte des deutschen Ostens ein, stets jedoch überzeugt, daß diese nie für sich zu betrachten sei, sondern immer nur im lebendigen Zusammenhang mit der gesamtdeutschen Entwicklung. Ostpreußens Anteil an der Geschichte der deutschen Sprache und Dichtung und am deutschen Geistesleben insgesamt vom 14. Jahrhundert bis zur Gegenwart zu ergründen und herauszustellen, das war eines seiner Hauptanliegen.“ Seine Arbeiten zur deutschen Romantik, vor allem über Joseph von Eichendorff, sowie seine Ausgabe der Werke von Friedrich de la Motte Fouqué standen unter dem Zeichen der Marienburg. Ihre Wiederherstellung gründete im Gedankengut der Romantik. Begonnen wurde sie durch tätige Anteilnahme und Förderung durch Eichendorff und Max von Schenkendorf. Am letzten Bauabschnitt hatte Ziesemer selbst noch beratend teilgehabt. Zu Ziesemers Schülern zählen Karl Ruprecht, Erhard Riemann und Helmut Motekat. Kurz vor seinem Tod vollendete er mit Karl Helm die erweiterte Neubearbeitung von Die Literatur des Deutschen Ritterordens (1928). Sie ist auch eine kleine Studie über die geistesgeschichtliche Bedeutung der Marienburg. Am Ende heißt es:

„Aber die Hoffnung, daß das, was deutsche Arbeit gesät hat, nicht restlos in Trümmern ersticken kann, die soll man uns nicht verargen oder rauben wollen. Das Leben geht weiter trotz tausendfältigem Tod; grüner Efeu über den Trümmern vergangener Größe predigt täglich neu die Wahrheit des Dichterwortes: Über den Schutt der Zeit geht immergrün die Zeit dahin.“

## Werke
- Das Preußische Wörterbuch. Königsberg 1914.
- Zum deutschen Text des Elbinger Vocabulars. Beiträge zur Geschichte der deutschen Sprache und Literatur 44 (1920), S. 138–146.
- Zum Wortschatz der Amtssprache des Deutschen Ordens. Beiträge zur Geschichte der deutschen Sprache und Literatur 47 (1923), S. 335–344.
- Die ostpreußischen Mundarten. Kiel 1924, Neudruck Wiesbaden 1970.
- Friedrich Hebbel: Mutter und Kind – ein Gedicht in sieben Gesängen. Hirt, Breslau 1925.
- Studien zur mittelalterlichen Bibelübersetzung. Halle (Saale) 1928 (Digitalisat).
- Die Literatur des Deutschen Ordens in Preussen. Breslau 1928.
- mit Walther Mitzka und Hermann Strunk: Heimatschutz und Volkstumforschung. Gräfe und Unzer, Königsberg 1928.
- mit Erich Maschke: Historische Tendenzen in der Gründungsgeschichte des preußischen Ordensstaates. Gräfe und Unzer, Königsberg 1931.
- Tiere im ostpreußischen Volksglauben. Helsinki 1934.
- mit Ernst Voß: Studien zur mittelalterlichen Bibelübersetzung (Halle 1928). Die Prophetenübersetzung des Claus Cranc. Halle 1930.
- Die Prophetenübersetzung, mit 13 Tafeln. Königsberg 1930.
- Die Kulturleistung des Deutschen Ordens. 1931.
- Flurnamenforschung und Vorgeschichte. 1938.
- Der Magus im Norden – aus den Schriften und Briefen von Johann Georg Hamann. Auswahl und Nachwort von Walther Ziesemer. Insel Verlag 1950.
- mit Karl Helm: Die Literatur des Deutschen Ritterordens. Gießen 1951.
- Johann Georg Hamann Briefwechsel. Insel Verlag 1955.
- mit Anton Kippenberg und Hans-Joachim Weltz: Goethes Faust. Insel Verlag 1959.